# Constantin Grădișteanu
Constantin Grădișteanu (n. 17 septembrie 1833 – d. 10 aprilie 1890, București, România) a fost un politician român din secolul al XIX-lea, deputat, prefect, senator, ministru de finanțe al României între 20 aprilie 1870 și 14 decembrie 1870, în al treilea guvern condus de Manolache Costache Epureanu și Președintele Camerei Deputaților în perioada ianuarie-decembrie 1889.